# Banjestranden
Banjestranden (kroatiska: Plaža Banje) är en strand i Dubrovnik i Kroatien. Stranden är belägen mellan Hotel Excelsior och Lazareti och är den strand som ligger närmast Gamla stan i Dubrovnik. Utsikten mot och närheten till Gamla stan har lett till att stranden är en av de mest populära i Dubrovnik. 
Vid stranden finns duschar, strandkabiner för ombyte, barer och restauranger.